# 4980 Magomaev
4980 Magomaev eller 1974 SP1 är en asteroid i huvudbältet som upptäcktes den 19 september 1974 av den ryska astronomen Ljudmila Tjernych vid Krims astrofysiska observatorium på Krim. Den är uppkallad efter den ryska operasångaren Muslim Magomajev.
Asteroiden har en diameter på ungefär 16 kilometer och den tillhör asteroidgruppen Themis.